# Ateuchus chrysopyge
Ateuchus chrysopyge är en skalbaggsart som beskrevs av Bates 1887. Ateuchus chrysopyge ingår i släktet Ateuchus och familjen bladhorningar. Inga underarter finns listade.